# Guvernământul Popular Azer
Guvernământul Popular Azer (în azeră Azərbaycan Milli Hökuməti , آذربایجان میلّی حکومتی, în rusă Азербайджанское народное правительство, Azerbajdzhanskoe narodnoe pravitel'stvo)) a fost un stat efemer proclamat în nordul Iranului pe 3 septembrie 1945 cu capitala la Tabriz. Acesta a fost considerat un stat marioneta al Uniunii Sovietice. Partidul Democrat Azer a fost la putere, iar Javar Pishevari era conducătorul statului.

Steag

A apărut în urma invaziei anglo-sovietice a Iranului din 1941. Teritoriul Guvernului Popular Azer a intrat din nou sub administrație iraniană pe 13 iunie 1946.